# Vitrolles-en-Luberon
Vitrolles-en-Luberon é uma comuna francesa na região administrativa da Provença-Alpes-Costa Azul, no departamento de Vaucluse. Estende-se por uma área de 16,15 km². Em 2010 a comuna tinha 169 habitantes (densidade: 10,5 hab./km²).